# هتل بمبئی
هتل بمبئی (انگلیسی: Hotel Mumbai) یک فیلم اکشن و دلهره‌آور محصول سال ۲۰۱۸ به کارگردانی آنتونی ماراس و نویسندگی مشترک ماراس و جان کولی و تهیه‌کنندگی باسیل ایوانیک است. این یک محصول مشترک هندی، استرالیایی و آمریکایی است، که از مستند سال ۲۰۰۹ در مورد حملات بمبئی در سال ۲۰۰۸ در هتل قصر تاج محل در هند الهام گرفته شده‌است. در این فیلم دو پتل، آرمی همر، نازنین بنیادی، آنوپم کهیر، تیلدا کوبهام-هروی، جیسون آیزاکس، سهیل نایار، ناگش بوسل و ناتاشا لیو بوردیزو ایفای نقش می‌کنند.